# Ван Канегем, Джон
Джон Ван Кэнегем (англ. Jon Van Caneghem (sic, без «h»); 1962 г. р.) — американский разработчик компьютерных игр, основатель компании New World Computing, принимал активное участие в создании таких серий игр, как Might and Magic и Heroes of Might and Magic.

## Ранняя жизнь
Джон Ван Кэнегем вырос в местечке Сансет-Стрип, Западный Голливуд, штат Калифорния, вместе со своей матерью и отчимом-неврологом из Калифорнийского университета (UCLA). После окончания школьного образования поступил в UCLA, где вначале поступил на одно из медицинских направлений, но затем перевёлся и окончил факультет компьютерных технологий.

## Карьера
В 1984 году Джон основывает New World Computing, компанию по разработке компьютерных игр для персональных компьютеров и игровых консолей.
Первой стала игра в стиле фэнтези «Might and Magic Book One: The Secret of the Inner Sanctum» — одна из первых ролевых игр, которая была детализировано прорисована как в помещениях, так и на открытых локациях. Джон разрабатывал её практически в одиночку в течение трёх лет. Выход для платформы Apple II состоялся в 1986 году. Игра положила начало серии из десяти игр, в разработке всех, кроме двух последних, Джон принимал активное участие.
В 1990 году New World Computing выпускает свою первую пошаговую стратегию — King’s Bounty, на основе которой впоследствии была разработана серия Heroes of Might and Magic.
В 1996 году за 13 миллионов долларов New World Computing была приобретена компанией 3DO. Джон оставался на своем посту до 2003 года, когда 3DO объявила о своем банкротстве. Вместе с ней закрылась и New World Computing. Права на название Might and Magic за 1,3 миллиона долларов приобрела французская компания Ubisoft, которая продолжила выпускать игры под этим брендом.
С 2004 по 2005 год Джон работал исполнительным продюсером в NCSoft. В 2006 Джон покидает NCSoft и основывает компанию Trion World Network с капиталом более 100 миллионов долларов, благодаря инвестициям Time Warner, NBC Universal, General Electric и Bertelsmann. Trion занимается производством браузерных игр.
В 2009 Джон покидает Trion и устраивается на работу в Electronic Arts, в которой он возглавил подразделение, ответственное за выпуск игр серии Command & Conquer.
В 2014 Ван Канегем основал компанию VC Mobile Entertainment (VCME), чтобы создавать игры под iOS и Android. Он договорился о 4,5 миллионов долларов инвестиций со стороны таких компаний, как Tencent и Pacific Sky Investments. Офис VCME находится в Лос-Анджелесе.

## Награды
В 2004 году Джон Ван Канегем был включен в Зал славы журнала Computer Gaming World за свои стратегические и ролевые игры.

## Игры
- Might and Magic Book One: The Secret of the Inner Sanctum, 1986
- Might and Magic II: Gates to Another World, 1988
- Nuclear War, 1989
- Tunnels & Trolls: Crusaders of Khazan, 1990
- King's Bounty, 1990
- Planet's Edge, 1991
- Might and Magic III: Isles of Terra, 1991
- Might and Magic IV: Clouds of Xeen, 1992
- Might and Magic V: Darkside of Xeen, 1993
- Zephyr, 1994
- Might and Magic: World of Xeen, 1994
- Inherit the Earth: Quest for the Orb, 1994
- Hammer of the Gods, 1994
- Wetlands, 1995
- Swords of Xeen, 1995
- Multimedia Celebrity Poker, 1995
- Heroes of Might and Magic: A Strategic Quest, 1995
- Anvil of Dawn, 1995
- Spaceward Ho! IV for Windows, 1996
- Heroes of Might and Magic II, 1996
- Empire II: The Art of War, 1996
- Heroes of Might and Magic II: The Price of Loyalty, 1997
- Might and Magic VI: The Mandate of Heaven, 1998
- Heroes of Might and Magic II Gold, 1998
- Might and Magic VII: For Blood and Honor, 1999
- Heroes of Might and Magic, Millennium Edition, 1999
- Heroes of Might and Magic III: The Restoration of Erathia, 1999
- Crusaders of Might and Magic, 1999
- Might and Magic VIII: Day of the Destroyer, 2000
- Heroes of Might and Magic III Complete, (Collector’s Edition), 2000
- Heroes Chronicles: Warlords of the Wastelands, 2000
- Heroes Chronicles: Masters of the Elements, 2000
- Heroes Chronicles: Conquest of the Underworld, 2000
- Heroes Chronicles: Clash of the Dragons, 2000
- Legends of Might and Magic, 2001
- Heroes of Might and Magic: Quest for the Dragon Bone Staff, 2001
- Heroes Chronicles: The Final Chapters, 2001
- Might and Magic IX, 2002 3DO Europe, Ltd.
- Heroes of Might and Magic IV: The Gathering Storm, 2002
- Heroes of Might and Magic IV, 2002
- Heroes of Might and Magic IV: Winds of War, 2003